# San Miguel Jagüeyes
San Miguel Jagüeyes es un pueblo mexicano ubicado en el municipio de Huehuetoca, al norte del Estado de México.Colinda con el estado de Hidalgo y en él se halla el campo militar 37 C. 